# Scilla seisumsiana
Scilla seisumsiana là một loài thực vật có hoa trong họ Măng tây. Loài này được Rukans & Zetterl. mô tả khoa học đầu tiên năm 2007.